# Cá hồi Đại Tây Dương
Cá hồi Đại Tây Dương (danh pháp khoa học: Salmo salar) là một loài cá trong các họ Cá hồi, được tìm thấy ở Bắc Đại Tây Dương Dương và ở các con sông chảy vào Đại Tây Dương ở phía bắc và do con người du nhập ở bắc Thái Bình Dương. Nó có nhiều tên được gọi trong thương mại gồm: cá hồi vịnh, cá hồi đen, cá hồi Sebago, cá hồi bạc, cá hồi suối...
Hầu hết cá hồi tuân theo mô hình cá di cư bơi ngược dòng sông để sinh sản, giai đoạn này chúng trải qua thời kỳ ăn nhiều nhất và lớn lên trong vùng nước mặn, tuy nhiên, con trưởng thành trở lại để đẻ trứng trong các dòng suối nước ngọt bản địa nở trứng và cá con phát triển qua nhiều giai đoạn khác biệt.
Tuy nhiên, cá hồi Đại Tây Dương không yêu cầu phải có nước mặn, và rất nhiều ví dụ các quần thể cá hồi hoàn toàn sinh sống ở vùng nước ngọt ("vùng đất không giáp biển") loài tồn tại khắp Bắc bán cầu. Ở Bắc Mỹ, các loài sinh sống ở trong vùng nước không giáp biển này thường được gọi là ouananiche. Cá hồi Đại Tây Dương đã được nuôi cho mục đích thương mại. Hiện nay, sự phát triển của cá hồi Đại Tây Dương chăn nuôi đã đe dọa số đông người anh em hoang dã của chúng, làm giảm mạnh số cá hồi hoang dã.
Cá hồi Đại Tây Dương được coi là một loại thực phẩm rất tốt cho sức khỏe và là một trong những loại cá có hương vị tinh tế hơn trong nhiều nền văn hóa. Vì vậy, chúng được sử dụng nhiều món ăn truyền thống phổ biến và có thể bán được giá cao hơn một số loại cá khác. Do đó, nó từ lâu đã trở thành mục tiêu của hoạt động đánh bắt cá giải trí và thương mại, và điều này, cũng như việc phá hủy môi trường sống, đã ảnh hưởng đến dân số ở một số khu vực. Do đó, loài này là đối tượng của các nỗ lực bảo tồn ở một số quốc gia, dường như đã phần nào thành công kể từ những năm 2000. Kỹ thuật nuôi loài này bằng phương pháp nuôi trồng thủy sản cũng đã được phát triển và hiện nay nó được nuôi với số lượng lớn ở nhiều nơi trên thế giới.

## Hình ảnh

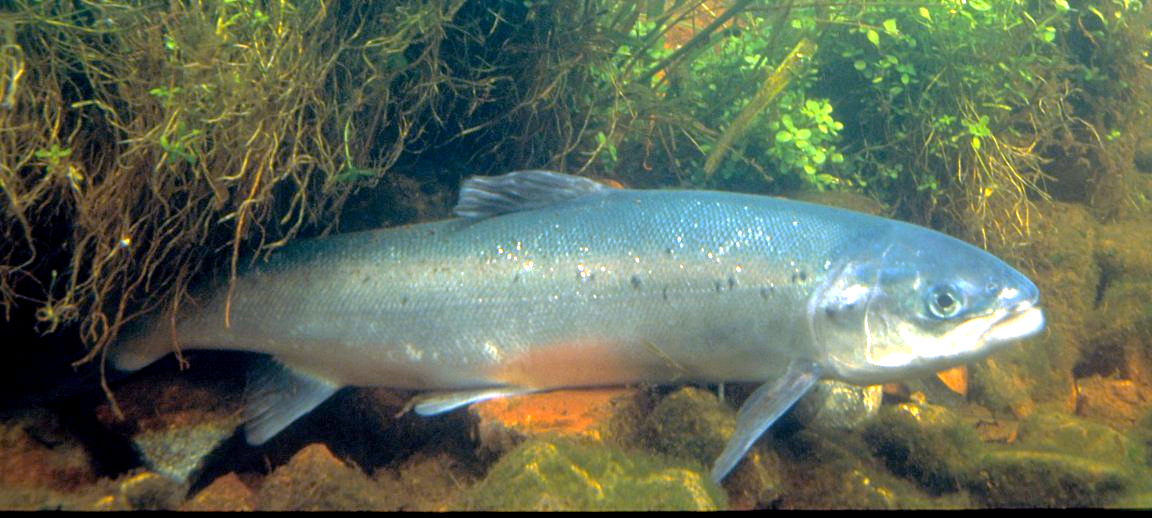
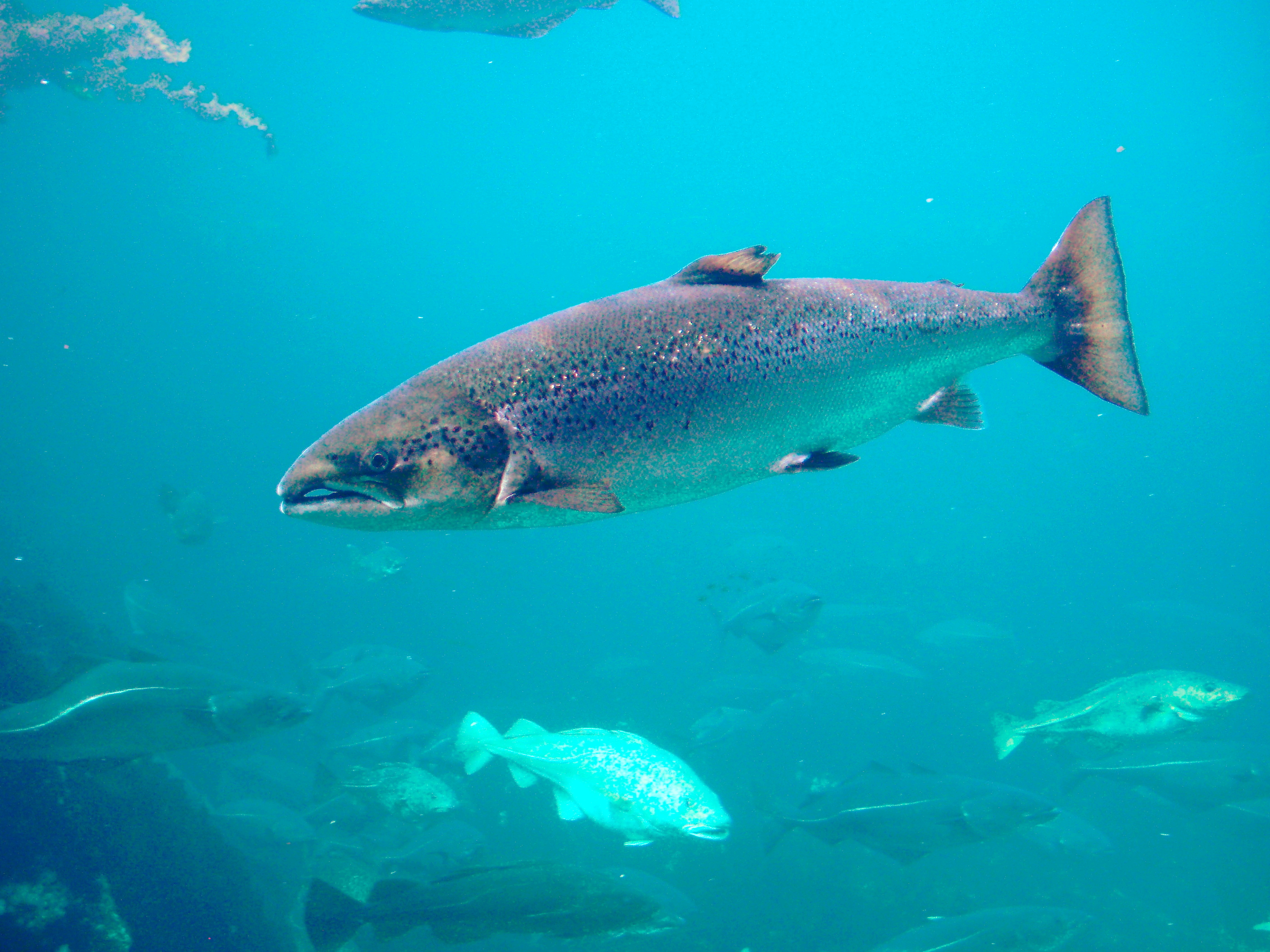
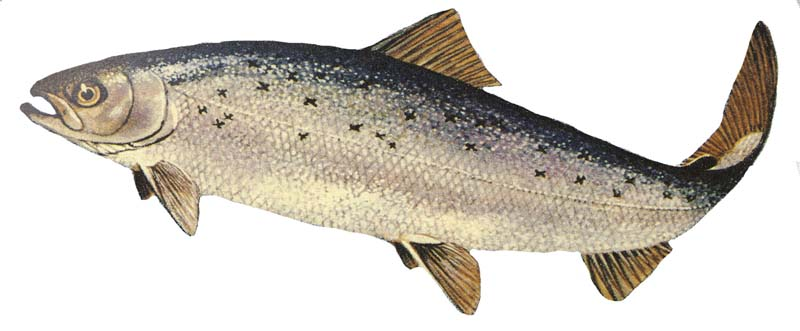
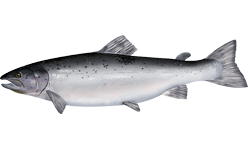
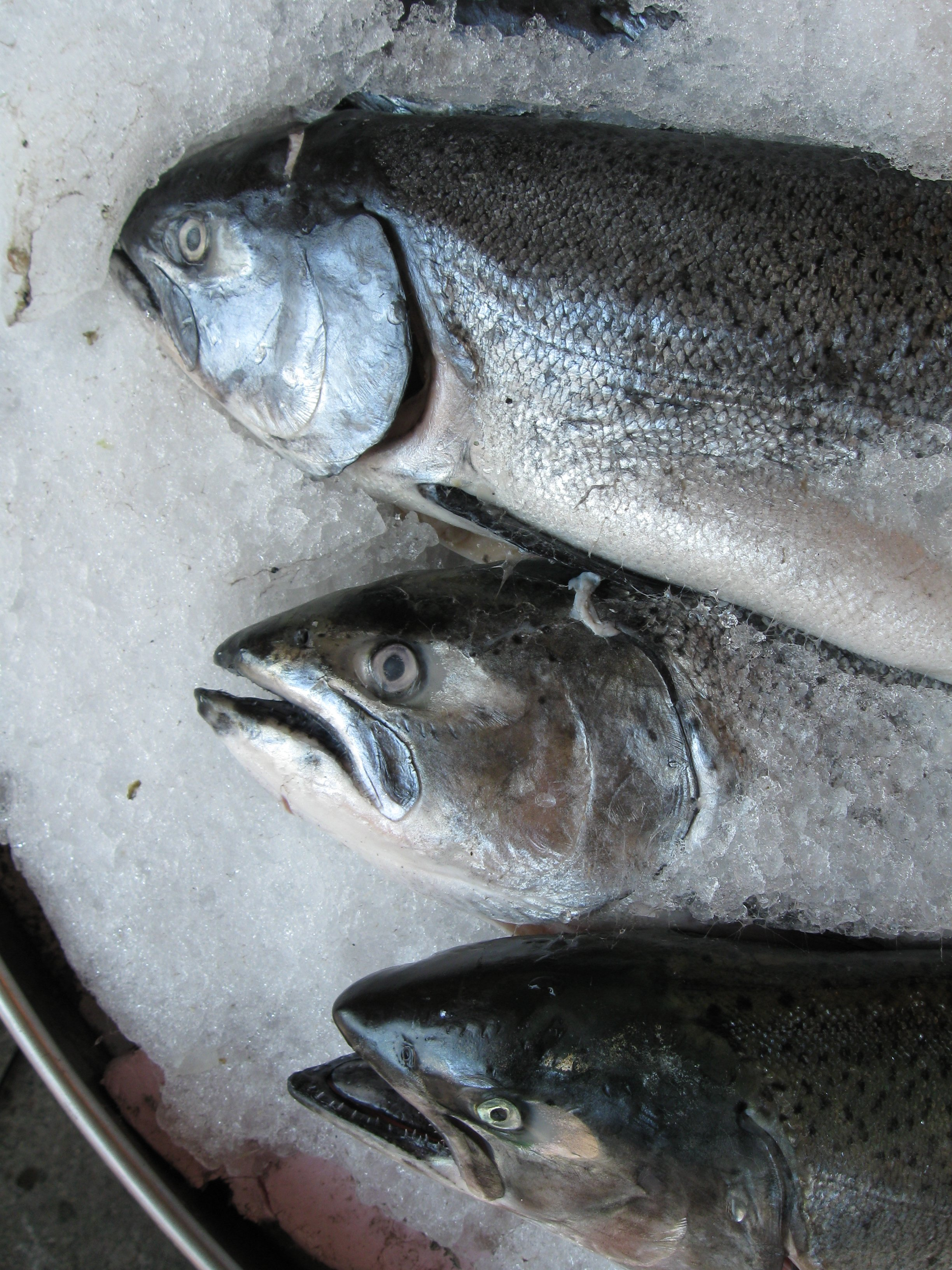